# Katherine Heddy
Katherine Heddy (Estados Unidos, 4 de febrero de 1958) es una nadadora estadounidense retirada especializada en pruebas de estilo libre, donde consiguió ser medallista de bronce mundial en 1975 en los 400 metros estilo libre.

## Carrera deportiva
En el Campeonato Mundial de Natación de 1975 celebrado en Cali (Colombia), ganó la medalla de bronce en los 400 metros estilo libre, con un tiempo de 4:18.03 segundos, tras su compatriota Shirley Babashoff  (oro con 4:16.87 segundos que fue récord del mundo) y la australiana Jenny Turrall.
Heddy también participó en los Juegos Olímpicos de Verano de 1976 en Montreal, Quebec, donde terminó quinta en los 400 metros estilo libre el 20 de julio.